# GeoJSON
GeoJSON es un formato estándar abierto diseñado para representar elementos geográficos sencillos, junto con sus atributos no espaciales, basado en JavaScript Object Notation. El formato es ampliamente utilizado en aplicaciones de cartografía en entornos web al permitir el intercambio de datos de manera rápida, ligera y sencilla.
La gramática del formato está basada en el estándar WKT del Open Geospatial Consortium, con unas geometrías que pueden ser de tipo punto (direcciones, ubicaciones, puntos de interés, etc.), líneas (calles, carreteras, fronteras, etc.), polígonos (países, provincias, parcelas catastrales, etc.) y colecciones de estos tipos.  GeoJSON usa un sistema de referencia de coordenadas geográficas, WGS84 y unidades en grados decimales.
El formato GeoJSON difiere de otros estándares SIG en que no está desarrollado y mantenido por una organización oficial, sino que es mantenido por una comunidad de desarrolladores en Internet.
Una evolución de este formato es TopoJSON, una extensión de GeoJSON que codifica topología geoespacial y que proporciona ficheros de menor tamaño que GeoJson.

## Historia
El equipo de trabajo y discusión del formato GeoJSON comenzó en marzo de 2007 y la especificación del formato terminó en junio de 2008.

## Ejemplo

### Geometrías
| Tipo       | Ejemplos |
| ---------- | -------- |
| Punto      |          |
| LineString |          |
| Polígono   |          |
|            |          |

| Tipo            | Ejemplos |
| --------------- | -------- |
| MultiPoint      |          |
| MultiLineString |          |
| MultiPolygon    |          |
|                 |          |

## Software soportado
GeoJSON se mantiene con numerosos mapas y paquetes de software GIS, incluyendo OpenLayers, Leaflet, MapServer, Geoforge software, GeoServer, GeoDjango, GDAL, Safe Software FME y CartoDB. También es posible utilizar GeoJSON con PostGIS y Mapnik, ambos manejados a través de la librería de conversión GDAL OGR. Mapas de Bing, Yahoo! y Google también utilizan GeoJSON en sus servicios API.
Los Mapas de Google Javascript (API v3) utilizan directamente GeoJSON integrado en sus capas de datos desde el 19 de marzo de 2014.
GitHub también apoya GeoJSON rendering y Potrace GeoJSON export.

## TopoJSON
Una implementación de referencia de la especificación de TopoJSON está disponible como herramienta por línea de comandos para codificar TopoJSON desde GeoJSON (o ESRI Shapefiles) y una biblioteca de Javascript del lado del cliente para descodificar TopoJSON hacia GeoJSON de nuevo. TopoJSON está apoyado por la herramienta OGR desde la versión 1.11 y PostGIS desde la versión 2.1.0.

### Esquema TopoJSON
Dada una capa GIS con coordenadas cercanas a latitud 0° y longitud 0° un sencillo pero válido y completo fichero TopoJSON contiene toda la información de metadatos, polígonos, líneas, puntos, arcos y propiedades como se define a continuación: